# Amauri de la Motte
Amauri de la Motte, dit parfois d'Acigné (mort le 5 août 1434) ecclésiastique breton qui fut évêque de Vannes de 1409 à 1432 et  évêque de Saint-Malo de 1432 à 1434

## Biographie
Amauri de la Motte est le fils de Robert de la Motte qui appartenait à la famille des seigneurs de Bossac et de la Thébaudaye dans la paroisse de Pipriac. Son frère ainé Robert de la Motte d'Acigné avait été précédemment évêque de Saint-Malo. 
Amauri de la Motte nommé évêque de Vannes le 18 décembre 1409 par le pape Alexandre V est consacré le 25 février 1410 par Ameil du Breuil archevêque de Tours. Il tient ce siège jusqu'au 1er novembre 1432. Il avait été doyen du chapitre de la cathédrale de Saint-Malo et il y est nommé par le Pape Eugène IV le 24 octobre 1432 pour remplacer Guillaume de Montfort contre Guillaume Boutier le candidat élu par le chapitre et soutenu par le duc de Bretagne. Il tient un Synode diocésain le 3 juillet 1433 et meurt l'année suivante. Il est, comme son frère, inhumé dans le chœur de la cathédrale de Saint-Malo.

## Source
- François Tuloup Saint-Malo. Histoire Religieuse. Éditions Klincksieck, Paris 1975,  p. 55.
- (en) Catholic Hierachy.org Bishop: Amalric de la Motte d'Acigné